# レオン・アンドレアセン
レオン・ホウゴーア・アンドレアセン（Leon Hougaard Andreasen, 1983年4月23日 - ）は、デンマーク・中央ユラン地域アイト出身の同国代表サッカー選手。現在は無所属。ポジションはミッドフィールダー。

## 所属クラブ
- オーフスGF 2001-2005
- ヴェルダー・ブレーメン 2005-2008.1

→  1.FSVマインツ05 2006-2007 (loan)
- フラムFC 2008.1-2009

→  ハノーファー96 2009.1-2009.6 (loan)
- ハノーファー96 2009-2016